# Diga di Egschi
La diga di Egschi è una diga a gravità situata in Svizzera, nel Canton Grigioni, nel comune di Safiental (frazione Safiental).

## Descrizione
Ha un'altezza di 40 metri e il coronamento è lungo 80 metri. Il volume della diga è di 30.000 metri cubi.
Il lago creato dallo sbarramento, il lago di Egschi ha un volume massimo di 0.4 milioni di metri cubi, una lunghezza di 600 metri e un'altitudine massima di 1151 m s.l.m. Lo sfioratore ha una capacità di 200 metri cubi al secondo.
Le acque del lago vengono sfruttate dall'azienda Kraftwerke Zervreila AG che sfrutta anche le acque della grande diga di Zervreila.